# Азука, Изу
Изучукву Бобо Азука (англ. Izuchukwu Bobo Azuka; род. 24 мая 1989, Порт-Харкорт) — нигерийский футболист, нападающий.

## Карьера

### Клубная
В феврале 2015 года Азука подписал контракт с казахстанским клубом «Иртыш» (Павлодар). Но долго в клубе не задержался.
В июле 2015 года перешел в «Тараз». В августе оказался в центре скандала.
В 2016 году играл за турецкий провинциальный клуб «Ени Малатьяспор» из первой турецкой лиги.
В январе 2017 года стал игроком казахстанского клуба «Акжайык» из города Уральск. В июле покинул клуб по неизвестным причинам.

### Сборная
В июне 2011 года новый тренер сборной Нигерии (до 23 лет) Августин Эгуавон пригласил Азуку на квалификационную игру олимпийского отбора со сборной Танзании. Игру проиграли 0-1 и Азука больше в сборные не привлекался.